# Nintendo Wars
Nintendo Wars, in Japan bekend als Famicom Wars, is een reeks van militair getinte turn-based en real-time strategy games, ontwikkeld door Intelligent Systems en uitgegeven door Nintendo.
Het eerste spel in de reeks kwam uit in Japan op 12 augustus 1988. Net als bij Fire Emblem, een andere spelreeks van Intelligent Systems, zijn de meeste games van de serie alleen uitgekomen in Japan; Advance Wars (2001) was de eerste die in Europa en Amerika uitkwam. Advance Wars is in Amerika uitgekomen op de geplande datum, 9 september 2001, maar was uitgesteld tot januari 2002 in Europa en Japan vanwege plotselinge terroristische aanslagen in Amerika.
In 2008 verscheen het spel Advance Wars: Dark Conflict voor de Nintendo DS. Na de uitgave van dit spel zou het dertien jaar duren voordat Nintendo een remaster aankondigde onder de titel Advance Wars 1+2: Re-Boot Camp, een bundel met de oorspronkelijke spellen Advance Wars en Advance Wars 2: Black Hole Rising.

## Spellen in de reeks
| Jaar | Japanse titel               | Europese titel                    | Platform         |
| ---- | --------------------------- | --------------------------------- | ---------------- |
| 1988 | Famicom Wars                |                                   | Famicom          |
| 1991 | Game Boy Wars               |                                   | Game Boy         |
| 1997 | Game Boy Wars TURBO         |                                   | Game Boy         |
| 1998 | Super Famicom Wars          |                                   | SNES             |
| 1998 | Game Boy Wars 2             |                                   | Game Boy Color   |
| 2001 | Game Boy Wars 3             |                                   | Game Boy Color   |
| 2001 | Game Boy Wars Advance       | Advance Wars                      | Game Boy Advance |
| 2003 | Game Boy Wars Advance 2     | Advance Wars 2: Black Hole Rising | Game Boy Advance |
| 2005 | Famicom Wars DS             | Advance Wars: Dual Strike         | Nintendo DS      |
| 2008 | Totsugeki!! Famicom Wars    | Battalion Wars                    | GameCube         |
| 2008 | Totsugeki!! Famicom Wars VS | Battalion Wars 2                  | Wii              |
| 2008 |                             | Advance Wars: Dark Conflict       | Nintendo DS      |
| 2023 |                             | Advance Wars 1+2: Re-Boot Camp    | Switch           |